# Guática (ort)
Guática är en ort i Colombia.   Den ligger i departementet Risaralda, i den centrala delen av landet, 210 km väster om huvudstaden Bogotá. Guática ligger 1 916 meter över havet och antalet invånare är 4 368.
Terrängen runt Guática är huvudsakligen kuperad, men åt sydost är den bergig. Terrängen runt Guática sluttar söderut. Runt Guática är det ganska tätbefolkat, med 160 invånare per kvadratkilometer. Närmaste större samhälle är Anserma, 2,1 km norr om Guática. I omgivningarna runt Guática växer i huvudsak städsegrön lövskog.